# Церковнославянские переводы Библии
В IX веке Кирилл и Мефодий перевели большую часть Библии на старославянский язык, используя созданную ими славянскую азбуку. К настоящему времени сохранились значительные фрагменты библейского текста с первоначальным переводом Кирилла и Мефодия (например, Остромирово Евангелие). Существует гипотеза, что предложенная ими азбука была глаголицей, а кириллица была составлена из букв греческого и еврейского алфавитов позже.
В ранних славянских переводах Библии отсутствовали книги Паралипоменон, Маккавеев, Товит, Юдифь, Эзры. Недостающие книги переводились с греческих оригиналов в разное время и разными авторами. Книга Есфирь и Песнь песней были переведены на Руси с древнееврейского оригинала не позднее XIV века. До кодификации библейских книг архиепископом Геннадием при Иване III эти книги бытовали отдельно от основного массива ветхозаветных текстов.
С годами из-за многих поколений не самых грамотных переписчиков в славянских текстах библейских книг накапливались ошибки. Работу по их выявлению и устранению проводили митрополиты Киприан (1375—1406) и Филипп (1464—1473), а также Максим Грек (начало XVI века). Митрополит Филипп инициировал перевод псалмов непосредственно с еврейского первоисточника. Буквальным следованием оригиналу отличается Чудовский Новый Завет XIV века (утрачен после революции 1917 года, существует фототипическое издание). Он традиционно приписывается митрополиту Алексию (1332—1378), который, по этой версии, в бытность в Константинополе запасся греческими списками Евангелия и по ним осуществил этот перевод. Алексей Соболевский отрицал возможность авторства Алексия.

## Геннадиевская Библия
В XV веке архиепископ новгородский Геннадий поставил задачу собрать книги Священного Писания в единую Библию на славянском языке. Он организовал поиск частей славянской Библии по монастырям и соборам. Часть книг найти не удалось, и их перевёл с латинской Вульгаты хорватский монах-доминиканец Вениамин. Западное происхождение автора навлекло на его переводы необоснованные подозрения в «папежничестве». Созданный трудами новгородского скриптория библейский кодекс получил имя его заказчика — Геннадия.
Параллельно новгородцам аналогичную работу по кодификации разрозненных прежде книг славянской Библии провёл в 1502—1507 годах Матфей Десятый в скриптории польского Супрасльского монастыря. Им был подготовлен свод библейских книг (за вычетом Восьмикнижия), который отличает высокий уровень каллиграфии.

## Печатные церковнославянские Библии
С появлением в Великом княжестве Литовском и Московской Руси книгопечатания выходят в свет печатные книги Священного Писания. Это стимулировало появление новых церковнославянских переводов библейских книг и исправление старых.
В 1517—1525 годах в Праге и Вильне издаётся перевод Ветхого Завета под названием «Бивлия руска», сделанный уроженцем Полоцка, доктором медицины Франциском Скориной. В основе его перевода — церковнославянский язык, но в нём также отразился современный ему западнорусский письменный язык (так называемая «руська мова» или «проста мова», испытавшая, в свою очередь, влияние белорусских диалектов и польского).
В 1564 году основатель типографского дела в России «первопечатник» Иван Фёдоров издал книгу «Апостол», в которую вошли книги Нового Завета: Деяния Апостолов и их Послания. А в 1581 году впервые была напечатана полная церковнославянская Библия — Острожская Библия. Издание было осуществлено в Великом княжестве Литовском по инициативе князя Константина Константиновича Острожского. В тексте её, однако, иногда встречались ошибки и неточности. В последующих изданиях ошибки эти старались исправлять.
Большое влияние на принятый в Российском государстве текст Библии, как и на богослужебные книги, оказала церковная реформа патриарха Никона. С 1650-х годов корпус библейских и богослужебных текстов подвергся масштабному редактированию (так называемая никоновская книжная справа) с учётом греческого текста, а также киевского извода церковнославянского, так, было введено имя Иисус вместо Исус, аорист во втором лице («писа» — ты написал) был заменён на перфект («писалъ еси»), усилен буквализм в передаче греческих конструкций. Вскоре после раскола, в 1663 году, впервые в Российском царстве (Москва) вышла полная печатная Московская Библия, закрепившая никоновские исправления; однако новые исправления в духе никоновской справы проводились и позже. С этого времени старообрядчество, отвергающее никоновскую реформу, сохраняет и дореформенную редакцию библейских текстов.

## Елизаветинская Библия
По указу императрицы Елизаветы в 1751 году была издана тщательно исправленная церковнославянская Библия, так называемая «Елизаветинская» (работа над этим изданием была начата ещё в 1712 году по указу Петра I). Её текст был сверен с древним греческим переводом — Септуагинтой. Елизаветинскую Библию, почти без изменений, до сих пор употребляет Русская православная церковь. Однако ясно, что читать и понимать текст этой Библии может только тот, кто хорошо знает церковнославянский язык. На протяжении веков язык этот всё больше и больше отличается от развивающегося русского языка и становится всё более непонятным народу. Поэтому начиная с конца XVII века предпринимались попытки перевести Библию на употреблявшийся в жизни русский язык.